# Graglia
Graglia là một đô thị ở tỉnh Biella vùng Piedmont của nước Ý, có vị trí cách khoảng 60 km về phía đông bắc của Torino và khoảng 7 km về phía tây nam của Biella. Tại thời điểm ngày 31 tháng 12 năm 2004, đô thị này có dân số 1.620 người và diện tích là 20,3 km².
Graglia giáp các đô thị: Camburzano, Donato, Lillianes, Mongrando, Muzzano, Netro, Settimo Vittone, Sordevolo.